# Turdinule de Kinnear
Spelaeornis kinneari
Espèce
Statut de conservation UICN

 VU  : Vulnérable
Le Turdinule de Kinnear (Spelaeornis kinneari) est une espèce de passereaux de la famille des Timaliidae.

## Répartition
Cet oiseau est endémique du Nord du Viêt Nam. 

## Classification
Le nom valide complet (avec auteur) de ce taxon est Spelaeornis kinneari Delacour & Jabouille, 1930.
L'espèce a été initialement considérée comme une sous-espèce de la Turdinule à longue queue sous le protonyme Speloeornis longicaudatus kinneari Delacour & Jabouille, 1930,.
Ce taxon porte en français le nom vernaculaire ou normalisé suivant : Turdinule de Kinnear.

### Étymologie
Son épithète spécifique, kinneari, lui a été donnée en l'honneur du zoologiste écossais Norman Boyd Kinnear (1882-1957).

### Publication originale
- J. Delacour et P. Jabouille, Description de trente oiseaux de l'Indochine française, Paris, 1930, 16 p. (lire en ligne), p. 11-12.